# Felipe Massa
Felipe Massa (pronunție în portugheză braziliană [fiˈlipi ˈmasɐ]; n. 25 aprilie 1981, São Paulo, São Paulo, Brazilia) este un pilot de curse brazilian. A concurat în 15 sezoane de Formula 1 între 2002 și 2017, unde a obținut 11 victorii, 41 de podiumuri și a terminat ca vicecampion în 2008 cu un punct în spatele lui Lewis Hamilton. În prezent, concurează în Brazilian Stock Car Pro Series, conducând Chevrolet Cruze nr. 19 pentru Lubrax Podium.
Și-a început cariera în Formula 1 cu Sauber înainte de a se alătura Scuderiei Ferrari ca pilot de teste în 2003. S-a întors la Sauber în 2004 și 2005, semnând ulterior cu Ferrari pentru sezonul din 2006. În primul sezon cu echipa din Maranello a câștigat două curse, inclusiv Marele Premiu de acasă, devenind primul brazilian de la Ayrton Senna care a câștigat Marele Premiu al Braziliei. A câștigat trei curse în 2007, terminând pe locul 4 în Campionatul Piloților. El a terminat pe locul al doilea în Campionatul Mondial al Piloților din 2008, după o lungă luptă pentru titlu cu Lewis Hamilton, câștigând șase curse față de cele cinci ale lui Hamilton. La Marele Premiu al Ungariei din 2009, el a fost accidentat de un arc de suspensie desprins de pe mașina Brawn GP a lui Rubens Barrichello. A fost forțat să rateze restul sezonului, dar a revenit în 2010, timp în care a condus pentru scurt timp campionatul. El a suferit o scădere de formă în 2011, fără să obțină podiumuri, dar a obținut puncte constant. El a contribuit la Campionatele la Constructori câștigate de Ferrari în 2007 și 2008 și a fost sub contract pentru a concura pentru echipă până la sfârșitul sezonului 2013. Pe 10 septembrie 2013, el a confirmat că va părăsi Ferrari la sfârșitul sezonului 2013. El l-a înlocuit pe Pastor Maldonado la Williams, acolo unde concurat începând cu 2014, alături de Valtteri Bottas.
Massa a anunțat că se va retrage din Formula 1 la sfârșitul sezonului 2016. Cu toate acestea, retragerea bruscă a campionului de Formula 1 din 2016, Nico Rosberg de la Mercedes, a precipitat mutarea târzie a lui Valtteri Bottas de la Williams la Mercedes, lăsând un post vacant la Williams. Ulterior, Massa și-a amânat retragerea, revenind la Williams pentru a face parteneriat cu debutantul Lance Stroll pentru sezonul 2017. Pe 4 noiembrie 2017, Massa a confirmat că se va retrage din Formula 1 la sfârșitul sezonului 2017.
De la retragerea din Formula 1, Massa a urmat o carieră în seria electrică a FIA, Formula E. S-a retras din Formula E la sfârșitul Campionatului 2019-2020, apoi s-a alăturat sezonului 2021 al seriei Stock Car Brasil.

## Cariera

### Înainte de Formula 1
La vârsta de șapte ani Massa livra pizza spectatorilor de la Marele Premiu de Formula 1 al Braziliei care are loc anual în orașul său natal. Așa s-a născut pasiunea sa pentru cursele auto, astfel că un an mai târziu și-a făcut debtul în karting, terminând primul său campionat pe locul al patrulea.
În 1998, fără să fi obținut rezultate semnificative în karting, debutează în întrecerile de monoposturi, înscriindu-se în Formula Chevrolet din Brazilia, pe care o câștigă în 1999.
Pasul următor este făcut în 2000 când se mută în Italia, țara de origine a bunicului său, unde concurează simultan în campionatul italian și cel european de Formula Renault. La finalul sezonului devine campion în ambele, intrând deja în sfera de influență a echipei Scuderia Ferrari.
În 2001 avansează în campionatul euro-italian de Formula 3000, unde se impune din nou, astfel că spre finalul anului este invitat la un test cu echipa de Formula 1 Sauber cu care de altfel va și semna un contract pentru 2002, înlocuindu-l pe Kimi Räikkönen plecat la McLaren.
Tot în 2001 a fost și pilot invitat al echipei Alfa Romeo în Campionatul European de Turisme.

### În Formula 1
Încă de la început era evident ca Felipe are instinctul vitezei, reușind să termine în puncte în cea de-a doua sa cursă. Totuși era încă prea tânăr și prea necopt pentru Formula 1, acest lucru văzându-se în numeroase rânduri când a abandonat din cauza unor greșeli de pilotaj, spre finalul sezonului fiind chiar suspendat pentru o etapă de către FIA. La finalul anului Sauber refuză să semneze un nou contract, iar Massa optează pentru un contract ca și pilot de teste la Scuderia Ferrari, deși avuse o ofertă de la Jordan.
După numai un an la Maranello, Massa revine la Sauber, de această dată fiindu-i oferit un contract pe două sezoane. Brazilianul era de-acum total schimbat: era mult mai matur, mai calculat și mai consistent. Se vedeau roadele anului petrecut alături de cea mai bună echipă de Formula 1 din toate timpurile, Massa fiind un bun elev al lui Michael Schumacher.
În 2004 Massa a avut parte de un an foarte bun, reușind un total de 12 puncte, jumătate din punctele aduse de noul său coleg de echipă, italianul Giancarlo Fisichella, cea mai bună cursă a brazilianului fiind Marele Premiu al Belgiei unde a terminat al patrulea pe un circuit care scoate în evidență talentul pilotului.
Tot locul patru a fost și cea mai bună performanță reușită în 2005, de această dată în Marele Premiu al Canadei. Din păcate Sauber nu i-a putut pune la dispoziție un monopost foarte performant. Cu toate acestea nu de puține ori Massa a fost mai rapid decât Jacques Villeneuve, campionul mondial din 1997, noul său coleg de echipă, reușind chiar să adune mai multe puncte decât acesta.
Retragerea lui Rubens Barrichello de la Ferrari a creat un loc pentru Massa în echipa de curse a roșiilor din Maranello, brazilianul semnând un contract pe un an în 2006.
Debutul la Ferrari a fost dezastruos, Massa făcând o piruetă în prima cursă a sezonului când era al treilea, la mică distanță de ocupantul locului secund. Cu toate acestea în a doua etapă a reușit o cursă de excepție, terminând chiar în fața colegului său de la Ferrari, Michael Schumacher. Telemetria a arătat că Massa a fost mai rapid decât Schumacher.
Un abandon în Marele Premiu al Australiei, este urmat de locul al patrulea la Imola, iar mai apoi de o clasare pe podium, prima din cariera sa, la finele Marelui Premiu al Europei. Din acel moment Massa a devenit o prezență relativ constantă pe podiumurile de premiere, locul secund în Marele Premiu al SUA, fiind urmat de alte două podiumuri consecutive - locul trei în Franța și locul doi în Germania.
Felipe a reușit primul său pole position în calificările contând pentru Marele Premiu al Turciei, cursă pe care avea de altfel să o câștige după ce a dominat-o cu autoritate de la primul până în ultimul viraj, fiind prima sa victorie din Formula 1.

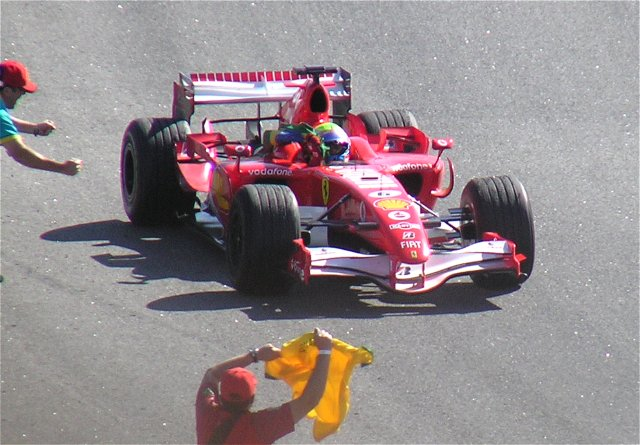
Massa după cursa din Brazilia

Un nou podium, locul doi, este reușit în Japonia, pentru ca mai apoi Massa să câștige Marele Premiu al Braziliei, o cursă trasa la indigo cu cea din Turcia: pole position urmat de o dominare totală, astfel că a terminat anul pe locul al treilea în campionat cu un total de 80 puncte.
Retragerea lui Michael Schumacher i-a făcut pe conducătorii de la Ferrari să prelungească contractul lui Massa, noul său coleg de echipă fiind finlandezul Kimi Räikkönen. Massa va primi însă monopostul cu numărul 5, pe când Räikkönen îl va pilota pe cel cu numărul 6.
Începând cu sezonul din 2010, Massa îl va avea coleg pe spaniolul Fernando Alonso până în 2013, el urmând să plece către Williams. 
Massa și-a continuat cariera până în 2017 pentru Williams, urmând să se retragă la finalul sezonului.

### După Formula 1
Începând cu sezonul 2018-2019, Massa va concura în Formula E pentru echipa Venturi Grand Prix.

## Cariera în Formula 1
| Sezon | Echipă                    | Puncte      | Loc clasament general |
| ----- | ------------------------- | ----------- | --------------------- |
| 2001  | Red Bull Sauber Petronas  | Pilot teste | -                     |
| 2002  | Sauber Petronas           | 4           | 13                    |
| 2003  | Scuderia Ferrari Marlboro | Pilot teste | -                     |
| 2004  | Sauber Petronas           | 12          | 12                    |
| 2005  | Sauber Petronas           | 11          | 13                    |
| 2006  | Scuderia Ferrari Marlboro | 80          | 3                     |
| 2007  | Scuderia Ferrari Marlboro | 94          | 4                     |
| 2008  | Scuderia Ferrari Marlboro | 97          | 2                     |
| 2009  | Scuderia Ferrari Marlboro | 22          | 11                    |
| 2010  | Scuderia Ferrari Marlboro | 144         | 6                     |
| 2011  | Scuderia Ferrari Marlboro | 118         | 6                     |
| 2012  | Scuderia Ferrari          | 122         | 7                     |
| 2013  | Scuderia Ferrari          | 112         | 8                     |
| 2014  | Williams F1               | 134         | 7                     |
| 2015  | Williams F1               | 121         | 6                     |
| 2016  | Williams F1               | 53          | 11                    |
| 2017  | Williams F1               | 43          | 11                    |

## Cariera în Motor Sport
| Sezon | Competiție        | Puncte | Loc clasament general |
| ----- | ----------------- | ------ | --------------------- |
| 2001  | Euro Formula 3000 | 60     | 1                     |